# Una calibro 20 per lo specialista
Una calibro 20 per lo specialista (Thunderbolt and Lightfoot) è un film del 1974 scritto e diretto da Michael Cimino, alla sua prima regia cinematografica, e interpretato da Clint Eastwood e Jeff Bridges.

## Trama
Un rapinatore di banche, veterano della Guerra di Corea e noto come l'Artigliere, si spaccia per predicatore in una cittadina del Montana per sfuggire a Dunlop, un ex complice, che lo insegue per farsi dire dove ha nascosto il bottino di una rapina commessa anni prima alla banca centrale del Montana. Mentre fugge da Dunlop tra i campi, sopraggiunge accidentalmente un giovane ladro di auto che si chiama "Caribù", che investe involontariamente Dunlop e carica l'Artigliere in auto. I due fanno squadra, e l'Artigliere gli confida come il bottino sia nascosto dietro la lavagna di una vecchia scuola di Warsaw; tuttavia l'edificio non esiste più, sostituito da una scuola più moderna.
Altri due vecchi compagni dell'Artigliere, il Rosso e Goody, si mettono sulle loro tracce, ma - davanti all'evidenza che la scuola e il bottino non esistono più - i quattro decidono di replicare il colpo alla banca del Montana. L'artigliere, per entrare nel caveau, progetta di usare una mitragliera di grosso calibro – del tipo 20 mm Oerlikon – sparando direttamente contro il muro adiacente alla porta blindata della cassaforte.
Arrivano dunque nella cittadina dove è presente la sede centrale della banca, e per i mesi successivi trovano ciascuno un lavoro per non destare sospetti: l'Artigliere lavora in una fabbrica, il Rosso fa il commesso in un grande negozio di vestiti, Caribù effettua lavori occasionali nel giardino di un ricco uomo del luogo (suscitando le attenzioni della sua lasciva moglie), mentre Goody guida un furgoncino per la vendita dei gelati. I quattro vivono assieme nella stessa roulotte, e questo comporta l'aumento delle tensioni tra il Rosso e Caribù: il primo infatti non sopporta l'impertinenza dell'altro, e promette di conciarlo per le feste dopo il colpo alla banca.
Dopo una preparazione dettagliata e un'esecuzione altrettanto precisa, il colpo finisce male perché i quattro vengono scoperti dalla cassiera di un drive-in, dove si erano nascosti al termine della rapina per far calmare le acque. Il Rosso, nascosto nel bagagliaio dell'auto insieme a Goody, decide di scappare da solo con il bottino: dapprima butta giù dall'auto Goody, ferito a morte dai proiettili della polizia, e subito dopo fa scendere dall'auto gli altri due complici, colpendo in testa l'Artigliere e sfogando la sua rabbia contro Caribù, investito da una scarica di calci e pugni. Abbandonati i due compagni per strada, fugge, ma la polizia si mette presto sulle sue tracce; dopo un inseguimento per le strade della città, il Rosso finisce con l'auto all'interno del negozio dove aveva lavorato, morendo sbranato dal cane da guardia del negozio.
Rimasti da soli, l'Artigliere e Caribù ricevono un passaggio e vengono lasciati al bivio per la città di Warsaw, dove casualmente trovano la vecchia scuola, dove il primo aveva nascosto la refurtiva anni prima. La scuola era stata spostata vicino all'autostrada, ma dietro alla lavagna ci sono ancora i soldi, esattamente dove erano stati lasciati. L'artigliere compra così la Cadillac che Caribù aveva detto di voler acquistare con i soldi della rapina andata male: ma, mentre percorrono l'autostrada per lasciare il Montana, dopo essersi accesi un sigaro per festeggiare, Caribù muore a causa delle conseguenze del violento pestaggio subito dal Rosso. All'Artigliere non resta che continuare mestamente il viaggio con la Cadillac, con accanto il corpo del giovane amico.

## Distribuzione

### Edizione italiana
Il doppiaggio italiano del film fu realizzato dalla C.D. presso la C.D.S. su dialoghi di Sergio Jacquier. Il titolo originale Thunderbolt and Lightfoot fa riferimento ai soprannomi dei personaggi interpretati rispettivamente da Eastwood e da Bridges, cambiati in Artigliere e Caribù nell'edizione italiana. Furono inoltre cambiati i nomi di Red Leary (che diventa Leary il Rosso) e Melody (che diventa Melina).

## Accoglienza

### Incassi
Il film incassò più di 21 milioni di dollari sul mercato americano.

## Riconoscimenti
- 1975 - Premio Oscar
  - Nomination al Miglior attore non protagonista a Jeff Bridges